# Hønsetarm
Hønsetarm (Cerastium) er en planteslægt, som er udbredt i Europa, Nordafrika, Asien samt Nord- og Sydamerika tilhørende nellike-familien. Det er urteagtige planter med nedliggende til opstigende vækst og modsatte, elliptiske blade med hel rand. Blomsterne er samlet i endestillede kvaste, og de er for det meste 5-tallige med spaltede, hvide kronblade. Frugten er en kapsel med 10 tænder. Her omtales kun de arter, som bliver dyrket i Danmark, eller som er vildtvoksende her.
| Arter |

- Almindelig hønsetarm (Cerastium fontanum)
- Fjeldhønsetarm (Cerastium alpinum)
- Cerastium biebersteinii
- Femhannet hønsetarm (Cerastium semidecandrum)
- Gråbladet hønsetarm (Cerastium tomentosum)
- Klæbrig hønsetarm (Cerastium glutinosum)
- Opret hønsetarm (Cerastium glomeratum)
- Stivhåret hønsetarm (Cerastium brachypetalum)
- Storblomstret hønsetarm (Cerastium arvense)
- Firehannet hønsetarm (Cerastium diffusum)

- Wikimedia Commons har flere filer relateret til Hønsetarm